# Mellrichstadt
Mellrichstadt là một thị xã ở district Rhön-Grabfeld, bang Bayern, Đức. Đô thị này tọa lạc 17 km về phía tây nam của Meiningen, và 13 km về phía đông bắc của Bad Neustadt. 